# لولینژیت
لولینژیت (به انگلیسی: Lollingite) با فرمول شیمیایی FeAs2 از مجموعه کانی هاست و  از واژه و نام محل لولنیژ Lolling در اتریش اخذ شده‌است.  محلول در HNO3 Fe:۲۷٫۱۸٪  As:۷۲٫۸۲٪  برای اولین بار در لهستان کشف شد و از نظر شکل بلور: منشوری - ماکله، رنگ: سفید نقره ای، شفافیت: کدر(اپاک)، شکستگی: نامنظم، جلا: فلزی، رخ: مشخص، سیستم تبلور: ارترومبیک و در رده‌بندی سولفور است همچنین خاصیت مغناطیسی ندارد و منشأ تشکیل آن پنوماتولیتی است.
همایند کانی‌شناسی (پارانژ) آن چگالی - واکنش‌های شیمیایی و اشعهXآرسنوپریت- بیسموت- گالن- اسفالریت- آرسنوپریت- کلوآنتیت است
، از نظر ژیزمان  بلوری - آگرگات توده ای- دانه‌ای کمیاب ; آلمان غربی، اطریش، سوئد، کانادا، الجزایر و.... یافت می‌شود.

## منبع
- پردیس کشاورزی ایران